# Sabine Eichinger
Sabine Eichinger ist eine deutsche Filmproduzentin und Filmproduktionsleiterin bzw. Filmherstellungsleiterin verschiedener Filmproduktionen.

## Leben
Ihre erste Produktionsleitung war der Film Christiane F. – Wir Kinder vom Bahnhof Zoo. 
Aus einer 16 Jahre langen Beziehung mit dem Filmproduzenten Bernd Eichinger (1949–2011) stammt die gemeinsame Tochter Nina Eichinger (* 1981).

## Filme
- 2001/02 Bibi Blocksberg: Herstellungsleitung
- 2000/01 Mädchen, Mädchen: Produktionsleitung
- 1998/99 Der große Bagarozy: Ausführender Produzent
- 1997 Ballermann 6: Produktionsleitung
- 1996 Das Mädchen Rosemarie: Produktionsleitung
- 1995 Der Trip: Produktionsleitung
- 1995 Tatort: Frau Bu lacht
- 1991/92 Ein Fall für TKKG: Drachenauge: Produzent, Produktionsleitung
- 1986/87 Der Unsichtbare: Produktionsleitung
- 1985 Der Formel Eins Film: Produzent, Produktionsleitung[5]
- 1984/85 Abschied vom Blauen Land: Produzent[6]
- 1980/81 Christiane F. – Wir Kinder vom Bahnhof Zoo: Produktionsleitung